# Балка Гребельки
Ба́лка Гребе́льки — гідрологічна пам'ятка природи місцевого значення в Україні. Розташована в межах Гощанського району Рівненської області, за 1,5 км. на захід від північної частини села Бугрин. 
Площа 15 га. Статус надано згідно з рішенням облради від 27.05.2005 року № 584. Перебуває у віданні Бугринської сільської ради. 
Статус надано з метою збереження водно-болотного та лучного природного комплексу в долині балки. Є джерела, зростають рідкісні види рослин, гніздяться водоплавні птахи.